# Римські штори
Римські штори винайдені у Стародавньому Римі. Вони являють собою рівне полотно тканини з закріпленими на ньому (або вшитими) поперечними планками. Планки закріплюється на відстані 20-30 см одна від одної. До них фіксуються підйомні шнури, за допомогою яких підіймається та опускається римська штора.
У піднятому стані полотно римської штори збирається у хвилясті складки, завдяки чому має привабливий вигляд. Повністю опущена римська штора добре захищає приміщення від сонця.
Для кріплення сучасних римських штор використовуються спеціальні карнизи з механізмами для підйому, опускання та фіксації римської штори на певному рівні.
У сучасних дизайнах інтер'єру найчастіше використовують римські штори для кухні, робочого кабінету, ванної та дитячої кімнати. Досить часто римські штори обирають також для вітальні, спальні, коридору. Для залу рекомендуються плоскі гардини з жаккарди, мусліна або атласа спокійних класичних тонів;для дитячих і спальних кімнат вибирають тканини з мінімальною світлопропускною можливістю; для робочих кабінетів, бібліотек та офісів закуповують напівпрозорі  з органзи чи льону.

## Конструкція римських штор
Конструкція римських штор доволі проста і складається з полотна, підйомного механізму, спеціальних планок і планки для обваження. Для відкривання і закривання штори є спеціальний ланцюжок. 
Коли полотно піднімається, утворюються красиві рівні складки. Це досягається завдяки планкам на тканині. Також в будові є планка знизу для обважнення. Завдяки їй розкрите полотно залишається рівним.